# 명승권
명승권(明承權, 1968년 11월 13일~)은 예비역 육군 군의관 대위 전역한 대한민국의 가정의학과 전문의 및 의학박사이자 대학 교수이며 작가 겸 저술가이자 교육인으로, 메타분석(Meta-analysis) 전문가이기도 하고, 본관은 연안(延安)이다. 국립암센터 국제암대학원대학교 암의생명과학과 교수이자 대학원장이다. 주요 저서로는 《비타민제 먼저 끊으셔야겠습니다》라는 논저집이 있다.

## 주요 경력
- 1994.2 KBS 제3회 대학개그제 본선 진출
- 1994.3.2 ~ 1995.1.7. SBS 서울방송 3기 구성작가
- 1995.3 ~ 1996.2 서울대학교병원 인턴
- 1996.3 ~ 1999.2 서울대학교병원 레지던트
- 1999.3 ~ 2002.4 육군 대위 군의관
- 2002.6 ~ 2003.4 명승권가정의학과의원 원장
- 2003.6 ~ 현재 국립암센터 가정의학과 및 암예방검진센터 책임의사
- 2005.4 ~ 2008.2 국립암센터 직장발전협의회 근로자측위원장
- 2005.12 ~ 2006.1 금연콜센터 시범사업 부책임자
- 2006.4 ~ 2006.12  보건복지부/국립암센터 금연콜센터 본사업 부책임자
- 2008.3 ~ 2009.2 미국 UC Berkeley 방문학자
- 2010.4 한국금연운동협의회 홍보출판위원장
- 2010.4 한국금연운동협의회 이사
- 2012.1 ~ 2013.2 국립암센터 발암성연구과 과장/선임연구원
- 2013.3 ~ 2014.2 국립암센터 암정보교육과 과장/선임연구원
- 2014.8 ~ 2015.11 대한가정의학회 영문학술지 Korean Journal of Family Medicine 간행위원장(Editor-in-Chief)
- 2015.2 ~ 2017.2 국립암센터 국제암대학원대학교 암관리정책학과 부교수
- 2017.3 ~ 현재 국립암센터 국제암대학원대학교 암의생명과학과 교수
- 2020.1 ~ 대한임상건강증진학회지 편집위원장
- 2021.2 ~ 국립암센터 국제암대학원대학교 대학원장
- 2022.8 ~ 국립암센터국제암대학원대학교 암AI디지털헬스학과 교수

## 학력
- 서울 화곡고등학교 졸업
- 서울대학교 의과대학 의학과 의학사
- 서울대학교 대학원 의학과 예방의학 의학석사
- 서울대학교 대학원 의학과 가정의학 의학박사

## 방송
- 2016년 OBS 경인TV 《닥터스 건강의 정석》
- 2016년 EBS 한국교육방송공사 《똑똑! 우리 몸 X-파일》
- 2017년 EBS 한국교육방송공사 생방송 톡톡 보니하니 삐뽀삐뽀! 우리 몸 X-파일
- 2019년 유튜브 채널 명승권TV

## 영화
- 지렁이: 검시관 역

## 팟캐스트
- 나는 의사다 (2012.1 ~ 2013.11) 진행
- 명승권의 의학수다 (2015.6 ~ 2015.9/ 2018. 8 ~ 현재) 진행
- 지승호 명승권의 인터뷰쇼 (2018.8 ~현재) 진행

## 논문
- 2021년 3월 현재 86편(SCIE = 75, 기타 = 11)

## 저서
- 《담배 탈출하기》(2010년 7월)
- 《암과 음식》(2010년 6월)
- 《불량식품 안 돼요 안 돼》(2012년 11월)
- 《나는 의사다》(2013년 4월)
- 《명의 14인의 365일 건강밥상》(2013년 10월)
- 《암과 음식》(2013년 10월)
- 《똑똑한 아이 만드는 수면 습관》(2014년 1월)
- 《비타민제 먼저 끊으셔야겠습니다》(2015년 4월)
- 《만능의사의 매력 가정의학과의사(청소년들의 진로와 직업 탐색을 위한 30》(2021년 2월)